# Жанадарья
Жа́надарья́ (Жандарья) — самое южное из древних русел Сырдарьи. Являлась главным протоком реки в первой половине I тыс. лет до н. э. и по III—II века до н. э. До 1819 года впадала в Аральское море.
Ответвляется от современного русла в районе Кызылорды, направляясь на юго-запад, пересекает Кызылкумы на территории современной Кызылординской области, теряясь в песках современного Каракалпакстана у бывшего юго-восточного берега Арала. Общая длина — около 300 км.
Во второй половине XX века часть русла Жанадарьи была канализирована (наряду с другим руслом — Куандарьёй) и туда был направлен сток части вод Сырдарьи с системы рисовых чеков. В нижнем течении Жанадарья представляет собой систему озёр-стариц, полосу чёрносаксаульного леса среди песков.
Рассматриваются проекты по использованию русла для отвода воды во время весенних разливов Сырдарьи.
Долина Жанадарьи составляла раннесредневековое царство Дженд. Позднее долина Жанадарьи была кочевьем каракалпаков, переселившихся в низовья Аму-Дарьи после очередной деградации русла. В бассейне русла находятся многочисленные развалины глинобитных сооружений разных эпох, хорошо сохранившихся благодаря сухому климату и отсутствию современного постоянного населения (укрепления, кладбища, мазары).
Крупнейшее городище — Чирик-Рабат (Ширикрабат), расположенное на казахстанской территории, в 200 км от Кызылорды. Открыто и исследовано С. П. Толстовым в 1946 и 1948—49 годах. Функционировало с первой середины 1-го тыс. до н. э. Как крепость использовалось до начала XIX века.